# Malissiana electilis
Malissiana electilis är en insektsart som beskrevs av Young 1986. Malissiana electilis ingår i släktet Malissiana och familjen dvärgstritar. Inga underarter finns listade i Catalogue of Life.